# Enric Molina
Enric Molina (Barcellona, 1974) è un ex giudice di tennis spagnolo.

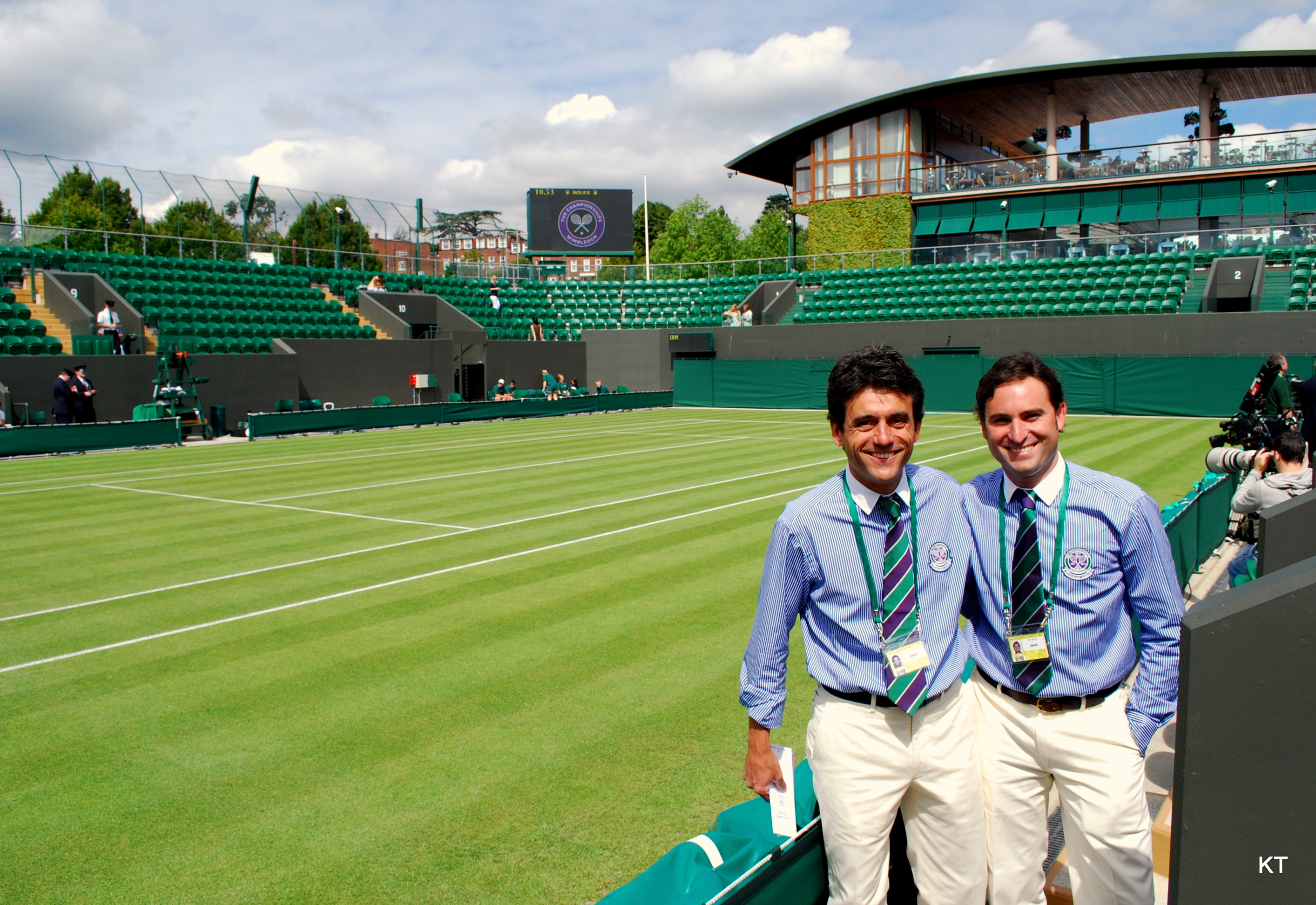
Molina (sulla destra) insieme a Carlos Ramos durante Wimbledon 2011

È stato un giudice di sedia con il certificato Gold, la massima certificazione possibile, dall'International Tennis Federation.
Ha iniziato ad arbitrare nel 1997 e in carriera ha partecipato a tutti i tornei del Grande Slam, tra i match più importanti a cui ha partecipato si contano le finali agli Australian Open 2010, US Open 2005 e Torneo di Wimbledon 2012 in campo maschile e la finale degli Australian Open 2008 in campo femminile.
Il numero di finali del Grande Slam da lui arbitrate è stato limitato anche della regola che vieta di arbitrare match in cui sono presenti connazionali, principalmente a causa della presenza di Rafael Nadal.
Ha partecipato come giudice di sedia anche a quattro finali di Coppa Davis e una di Fed Cup oltre che a tre edizioni dei Giochi Olimpici
Lascia ufficialmente la carriera da giudice nel 2014 per dedicarsi a una società di gestione degli atleti creata insieme ad Àlex Corretja.